# Tony MacAlpine
Tony Jeff MacAlpine (Springfield, 29 augustus 1960) is een Amerikaanse muzikant (gitaar, toetsen) en componist. In een carrière van drie decennia en dertien studioalbums is hij vooral bekend als instrumentale rock sologitarist, hoewel hij met veel verschillende bands en muzikanten heeft gewerkt in gastoptredens en samenwerkingen.

## Carrière
MacAlpine begon op vijfjarige leeftijd met pianospelen en gitaar op twaalfjarige leeftijd. MacAlpine studeerde een aantal jaren klassieke piano en viool aan het Springfield Conservatory of Music in Massachusetts, evenals verschillende muziekprogramma's aan de Universiteit van Hartford in Connecticut. Een van zijn muzikale invloeden is Frédéric Chopin, aan wie hij hulde brengt in zijn interpretaties van diens etudes, die op de meeste van zijn studioalbums voorkomen.
Samen met zijn eerste studio-publicaties Edge of Insanity (1986) en Maximum Security (1987), speelde hij een prominente rol in andere werken tijdens het populaire shred-tijdperk, met keyboarduitvoeringen op de debuutalbums van collega-gitaristen Vinnie Moore (Mind's Eye, 1986) en Joey Tafolla (Out of the Sun, 1987). Kort na zijn eigen debuut speelde hij gitaar in de heavy metal superband M.A.R.S. (MacAlpine/Aldridge/Rock/Sarzo), wat resulteerde in het album Project: Driver uit 1986.
Als onderdeel van de bandprestatie MacAlpine werd Eyes of the World in 1990 uitgebracht als een meer commercieel georiënteerde poging om andere hardrockacts van die tijd te evenaren. De onderneming was van korte duur en zijn daaropvolgende album Freedom to Fly (1992) was een terugkeer naar zijn instrumentale werk. Een volgende reeks instrumentale albums volgde in de jaren 1990, de meeste via het gerenommeerde Shrapnel Records: Madness (1993), Premonition (1994), Evolution (1995) en Violent Machine (1996). Voor zijn laatste album van het decennium, Master of Paradise (1999), nam MacAlpine korte zangtaken op zich in een poging om met verschillende stijlen te experimenteren. Na het uitbrengen van Chromaticity in augustus 2001 nam hij een langere pauze van het opnemen van soloalbums en werkte hij samen met een verscheidenheid aan andere muzikanten en bands, met name met superbands CAB en Ring of Fire. Bijna tien jaar later, in juni 2011, bracht hij zijn titelloze elfde studioalbum uit via het Favored Nations-label van gitarist Steve Vai.
Begin tot het midden jaren 2000 nam MacAlpine een dubbele rol op zich door zowel gitaar als keyboard te spelen in Vai's tourneeband The Breed. Hij is te zien op de dvd-publicatie Live at the Astoria London (2003) van de band, samen met twee dvd's van de G3-tournee: G3: Live in Denver (2004) en G3: Live in Tokyo (2005). In die tijd was hij de gitarist van de progressieve metal-superband Planet X, samen met toetsenist Derek Sherinian en drummer Virgil Donati. Hij speelde met hen drie albums in het eerste deel van het decennium - Universe (2000), Live from Oz (2002) en MoonBabies (2002) - en voegde zich in 2009 weer bij hen voor een reeks liveoptredens en op dat moment een mogelijke nieuw album. Zijn meest recente samenwerkingen waren de progressieve metalband Seven the Hardway, met wie hij hun titelloze album uitbracht in 2010, en een gastoptreden op het zevende studioalbum Oceana (2011) van Sherinian. In de tweede helft van 2012 toerde MacAlpine door Europa en Azië als onderdeel van de instrumentale superband PSMS (Portnoy/Sheehan/MacAlpine/Sherinian). De dvd Instrumental Inspirations met hun live materiaal werd uitgebracht op 21 oktober 2012. Bovendien verklaarde hij in een interview in oktober 2012 dat hij aan nieuw studiomateriaal werkte (waarvan een strikt klassieke plaat uitsluitend op piano was opgenomen), evenals aan een nieuw album met Ring of Fire. Het vierde studioalbum Battle of Leningrad van Ring of Fire werd uitgebracht op 28 januari 2014. MacAlpine's twaalfde studioalbum Concrete Gardens werd uitgebracht op 21 april 2015.

## Stijl en invloed
MacAlpine was zeer invloedrijk in het neoklassieke metalgenre en werd bekend om zijn instrumentale rockstijl van spelen met zeer geavanceerde shred-technieken. Een van zijn meest gebruikte technieken is 'sweep tapping', een variatie op sweeppicking. Hij heeft elementen van klassiek, jazz, fusion, hardrock en heavy metal verwerkt op zowel gitaar als keyboard en is door Jason Ankeny bij AllMusic beschreven als een virtuoos.

## Privéleven
MacAlpine verblijft momenteel in Pasadena (Californië). Op 25 augustus 2015 plaatste hij op zijn Facebook-profiel dat hij mogelijk darmkanker had, waardoor sommige data van zijn tournee moesten worden geannuleerd om Concrete Gardens te promoten. In augustus 2016 schreef hij op zijn persoonlijke website: Ik voel me weer normaal en tests wijzen uit dat alles goed gaat in medisch land. Diepe en oprechte dank aan jullie allemaal voor jullie geweldige steun tijdens deze zeer moeilijke laatste 12 maanden.

## Discografie

### Als solist
- 1984: Demo 84
- 1986: Edge of Insanity
- 1987: Maximum Security
- 1990: Eyes of the World
- 1992: Freedom to Fly
- 1993: Madness
- 1994: Premonition
- 1995: Evolution
- 1996: Violent Machine
- 1997: Live Insanity
- 1999: Master of Paradise
- 2001: Chromaticity
- 2011: Tony MacAlpine
- 2015: Concrete Gardens
- 2017: Death of Roses

### Met Planet X
- 2000: Universe
- 2002: Live from Oz
- 2002: Moonbabies

### Met CAB
- 2000: CAB
- 2001: CAB 2
- 2003: CAB 4

### Met Ring of Fire
- 2002: Burning Live Tokyo
- 2002: Dreamtower
- 2004: Lapse of Reality

### Andere albums
- 1986: MacAlpine/Aldridge/Rock/Sarzo – Project Driver
- 1986: Vinnie Moore – Mind's Eye
- 1987: Joey Tafolla – Out of the Sun
- 1999: Vinnie Moore – The Maze
- 1999: Vitalij Kuprij – VK3
- 2000: Mark Boals – Ring of Fire
- 2002: Mark Boals – Edge of the World
- 2004: G3 (als lid van de Steve Vais Band) – Live in Denver
- 2005: G3 (als lid van de Steve Vais Band) – Live in Tokio

- Bibliothèque nationale de France: cb14043997z (data)
- Gemeinsame Normdatei: 134599632
- International Standard Name Identifier: 0000 0000 7840 0128
- Library of Congress Control Number: n94111900
- MusicBrainz: 1245270a-3548-43a1-9b88-3fbf625148fa
- Nationale Bibliotheek van Tsjechië: xx0049051
- Nationale Bibliotheek van Polen: a0000003690742
- Nederlandse Thesaurus van Auteursnamen: 133115461
- Système universitaire de documentation: 157035441
- Virtual International Authority File: 7589463
- WorldCat: E39PBJgXgwCXQk9hFDYTgR9JjC